# Apanteles daphne
Apanteles daphne är en stekelart som beskrevs av Nixon 1965. Apanteles daphne ingår i släktet Apanteles och familjen bracksteklar. Inga underarter finns listade i Catalogue of Life.